# Cestovni valjak
Cestovni valjak ili samo valjak jest radni stroj, odnosno građevinsko vozilo koje se koristi za ravnanje tla, šljunka, betona ili asfalta u izgradnji cesta i temelja. Slični valjci koriste se i na odlagalištima otpada te u poljoprivredi.
Ovo vozilo ljudi često nazivaju "parni valjak", bez obzira na vrstu pogona. Parni valjci su većinom povučeni iz uporabe kao zastarjeli, moderni cestovni valjci imaju pogon na dizel, benzin ili petrolej.